# إدي فاولر (لاعب كرة قدم أمريكية)
إدي فاولر (بالإنجليزية: Eddie Fuller)‏ هو لاعب كرة قدم أمريكية أمريكي، ولد في 22 يونيو 1968.

## وصلات خارجية
- إدي فاولر على موقع مرجع كرة القدم المحترفة.كوم (الإنجليزية)